# Pelota op de Olympische Zomerspelen 1924
Pelota was op de Olympische Zomerspelen van 1924 in Parijs een demonstratiesport. De sport stond voor de tweede keer op het olympisch programma en voor het eerst als demonstratiesport. De eerste keer was op de Olympische Zomerspelen van 1900, ook in Parijs. De wedstrijden werden van 21 tot en met 24 juli gehouden.
De baan werd aangelegd in Boulogne-Billancourt, op een perceel van het voormalige militaire zone rondom het oude Parijs. Het terrein werd vervolgens voor 60 jaar ter beschikking gesteld aan de Franse Pelotabond. Nu speelt de lokale club Athletic Club de Boulogne-Billancourt op de olympische baan die werd vernoemd naar Chiquito de Cambo.
Aan de wedstrijden deden alleen het Franse en Spaanse team deel. Spanje won alle onderdelen.

## Onderdelen
Demonstratiewedstrijd, 21 juli
De internationale wedstrijden werden voorafgegaan door een demonstratiewedstrijd blé tussen twee Franse teams:
1. Frankrijk - Albert Harispe, Jean Cazabon en Ferdinand Hirigoyen - 60
2. Frankrijk - Joseph Etcheverry, Saint-Martin en Amarant de Souhy - 44

N.B. De Spaanse bron geeft Magescas in plaats van Cazabon, Staslovany in plaats van Etcheverry, de Souhy in plaats van de Souhly, Harizpe in plaats van Harispe en als uitslag 60-41
Hand-pelota, 22 juli
1. Spanje - Iceta, Ledesma en Gasteti - 45
2. Frankrijk - Pierre Doyhenart, Anchagno en Teylaguina - 26

Paleta, 23 juli
1. Spanje - Adarraca en Cantalla - 40
2. Frankrijk - Jean-Baptiste Etcheverry en Joseph Etcheverry - 24

N.B. De Spaanse bron geeft Adarraga in plaats van Adarraca, Cantolla in plaats van Cantalla, Etcheberry in plaats van Etcheverry en als uitslag 40-26
Jai alai
1. Spanje - Sagrana, Garate en Santamaría - 60
2. Frankrijk - Camino, Albert Harispe en Majescas - 52

N.B. De Spaanse bron geeft Magescas in plaats van Majescas
Parijs 1900 · 
Parijs 1924 (demonstratie) · 
Mexico-stad 1968 (demonstratie) · 
Barcelona 1992 (demonstratie)
Olympische medaillewinnaars
Atletiek · Boksen · Gewichtheffen · Kanovaren (demonstratie) · Kunstwedstrijden · Moderne vijfkamp · Paardensport · Polo · Pelota (demonstratie) · Kunstwedstrijden · Roeien · Rugby · Schermen · Schietsport · Schoonspringen · Tennis · Turnen · Voetbal · Waterpolo · Wielersport · Worstelen · Zeilen · Zwemmen